# Ban Cơ yếu Chính phủ (Việt Nam)
Ban Cơ yếu Chính phủ, là cơ quan mật mã quốc gia do bộ trưởng Bộ quốc phòng trực tiếp quản lý, đảm bảo bí mật thông tin lãnh đạo chỉ huy của Đảng và Nhà nước, đồng thời quản lý chuyên ngành về cơ yếu (cơ mật, trọng yếu), có trách nhiệm giúp Bộ trưởng Bộ Quốc phòng thực hiện nhiệm vụ quản lý nhà nước về cơ yếu.

## Chức năng,  Nhiệm vụ[1]
- Ban Cơ yếu Chính phủ có chức năng tham mưu cho Đảng, Nhà nước về công tác cơ yếu, thực hiện hoạt động cơ yếu; góp phần bảo đảm tuyệt đối bí mật, an toàn, chính xác, kịp thời thông tin phục vụ sự lãnh đạo của Đảng, quản lý của Nhà nước, chỉ đạo, chỉ huy của lực lượng vũ trang nhân dân trong mọi tình huống; chủ động phòng ngừa, tham gia đấu tranh với các hoạt động thám mã gây phương hại đến an ninh quốc gia, lợi ích của Nhà nước, quyền và lợi ích hợp pháp của cơ quan, tổ chức, cá nhân.
- Tham mưu, đề xuất để Bộ trưởng Bộ Quốc phòng ban hành hoặc trình cơ quan có thẩm quyền ban hành chiến lược, chính sách, văn bản quy phạm pháp luật về cơ yếu.
- Tổ chức xây dựng và thống nhất quản lý hệ thống mạng liên lạc cơ yếu; quản lý, kiểm soát việc sử dụng các loại sản phẩm mật mã trong cả nước. Tổ chức, chỉ đạo công tác đào tạo, bồi dưỡng về chuyên môn, nghiệp vụ, kỹ thuật mật mã trong toàn ngành cơ yếu.
- Tổ chức nghiên cứu và thống nhất quản lý nghiên cứu khoa học và phát triển công nghệ mật mã để bảo vệ thông tin bí mật nhà nước; phối hợp với cơ quan, tổ chức có liên quan quản lý việc nhập khẩu trang thiết bị, công nghệ phục vụ hoạt động nghiên cứu, sản xuất sản phẩm mật mã.
- Thống nhất quản lý và bảo đảm chuyên môn, nghiệp vụ, kỹ thuật mật mã cho hoạt động cơ yếu trong phạm vi cả nước; sản xuất, cung cấp sản phẩm mật mã để bảo vệ thông tin bí mật nhà nước và xây dựng cơ sở vật chất, kỹ thuật đáp ứng yêu cầu phát triển lực lượng cơ yếu chính quy, hiện đại. Bảo đảm tính sẵn sàng của hệ thống mạng liên lạc cơ yếu và lực lượng dự bị, nguồn dự trữ sản phẩm mật mã để ứng phó có hiệu quả trong mọi tình huống. Thực hiện nhiệm vụ của đơn vị đầu mối kế hoạch đầu tư và ngân sách trực thuộc trung ương; trực tiếp quản lý cơ sở vật chất, trang thiết bị kỹ thuật của Ban Cơ yếu Chính phủ. Phối hợp với cơ quan, tổ chức có liên quan tổ chức thực hiện và kiểm tra việc mã hoá thông tin bí mật nhà nước.
- Tổ chức bảo vệ bí mật sản phẩm mật mã và các thông tin bí mật nhà nước khác trong hoạt động cơ yếu. Phối hợp với cơ quan, tổ chức liên quan thực hiện công tác quản lý hoạt động nghiên cứu, sản xuất, kinh doanh và sử dụng mật mã phục vụ phát triển kinh tế - xã hội; cung cấp dịch vụ bảo mật và an toàn thông tin cho các cơ quan, tổ chức, cá nhân theo quy định của pháp luật. Thanh tra, kiểm tra, giải quyết khiếu nại, tố cáo và xử lý vi phạm pháp luật trong lĩnh vực cơ yếu theo quy định của pháp luật.

## Lãnh đạo hiện nay

#### Trưởng ban
- Trung tướng Vũ Ngọc Thiềm

#### Phó Trưởng ban
- Thiếu tướng Nguyễn Đăng Lực, Bí thư Đảng ủy Ban
- Thiếu tướng, TS. Nguyễn Hữu Hùng
- Thiếu tướng, TS. Hồ Văn Hương

## Tổ chức Đảng

### Tổ chức chung
Từ năm 2006 thực hiện chế độ Chính ủy, Chính trị viên trong Quân đội. Tổ chức Đảng bộ trong Ban Cơ yếu Chính phủ theo phân cấp như sau:
- Đảng bộ Ban Cơ yếu Chính phủ là cao nhất.
- Đảng bộ các Cục, Vụ, Công ty trực thuộc Ban Cơ yếu Chính phủ.
- Đảng bộ các đơn vị cơ sở trực thuộc Cục, Vụ, Công ty.
- Chi bộ các Phòng, ban cơ quan đơn vị trực thuộc các đơn vị cơ sở.

### Thành phần
Về thành phần của Đảng ủy Ban Cơ yếu Chính phủ thường bao gồm như sau:
1. Bí thư: Phó Trưởng ban Ban Cơ yếu Chính phủ
2. Phó Bí thư: Trưởng ban Ban Cơ yếu Chính phủ

Ban Thường vụ
1. Ủy viên Thường vụ: Phó Trưởng ban Ban Cơ yếu Chính phủ
2. Ủy viên Thường vụ: Phó Trưởng ban Ban Cơ yếu Chính phủ
3. Ủy viên Thường vụ: Phó Trưởng ban Ban Cơ yếu Chính phủ
4. Ủy viên Thường vụ: Cục trưởng Cục Chính trị-Tổ chức

Ban Chấp hành Đảng bộ
1. Đảng ủy viên: Chánh Văn phòng
2. Đảng ủy viên: Vụ trưởng Vụ Khoa học Công nghệ
3. Đảng ủy viên: Vụ trưởng Vụ Kế hoạch Tài chính
4. Đảng ủy viên: Giám đốc trung tâm GSANM
5. Đảng ủy viên: Cục trưởng Cục Cơ yếu Đảng - Chính quyền
6. Đảng ủy viên: Giám đốc Học viện Kỹ thuật Mật mã
7. Đảng ủy viên: Viện trưởng Viện Khoa học Công nghệ Mật mã
8. Đảng ủy viên: Cục trưởng Cục Quản lý Kỹ thuật nghiệp vụ Mật mã
9. Đảng ủy viên: Cục trưởng Cục Quản lý Mật mã Dân sự và Kiểm định Sản phẩm Mật mã

## Tổ chức chính quyền
- Văn phòng

Chánh Văn phòng: Nguyễn Duy Bình
- Thanh tra Cơ yếu

Phó Chánh Thanh tra phụ trách: Nguyễn Thanh Tùng
- Phòng Pháp chế

Phó Trưởng phòng phụ trách: Phạm Tiến Quang
- Vụ Kế hoạch - Tài chính

Vụ trưởng: Nguyễn Đức Thăng
- Cục Chính trị - Tổ chức

Cục trưởng: Đại tá Mã Việt Hùng
- Vụ Khoa học - Công nghệ

Vụ trưởng: Phạm Minh Vĩ
- Cục Chứng thực Số và Bảo mật Thông tin

Cục trưởng: Đặng Duy Mẫn
- Cục Cơ yếu Đảng - Chính quyền

Cục trưởng: Ngô Đức Thắng
- Cục Quản lý Kỹ thuật nghiệp vụ Mật mã

Cục trưởng: Đại tá Đào Xuân Long
- Học viện Kỹ thuật Mật mã

Giám đốc: TS. Hoàng Văn Thức
- Viện Khoa học Công nghệ Mật mã

Viện trưởng: Nguyễn Quốc Toàn
- Cục Quản lý Mật mã Dân sự và Kiểm định Sản phẩm Mật mã

Cục trưởng: Đại tá, TS. Hồ Văn Hương
- Trung tâm Công nghệ Thông tin và Giám sát An ninh mạng

Phó Giám đốc phụ trách: Trương Thanh Tùng
- Công ty TNHH một thành viên 129

Giám đốc: Phạm Mạnh Tuấn
- Nhà máy M2

Giám đốc: Đại tá Nguyễn Đông Hưng
- Nhà máy 951

- Tạp chí An toàn thông tin

Tổng biên tập: TS. Nguyễn Như Tuấn

## Hệ thống cơ quan Cơ yếu Chính phủ Việt Nam
- Ban Cơ yếu Chính phủ
- Hệ thống tổ chức cơ yếu Quân đội nhân dân
- Hệ thống tổ chức cơ yếu Công an nhân dân
- Hệ thống tổ chức cơ yếu Ngoại giao
- Hệ thống tổ chức cơ yếu trong cơ quan của Đảng, cơ quan khác của Nhà nước ở trung ương và địa phương

## Trưởng ban, Quyền trưởng ban, phụ trách, điều hành Ban Cơ yếu TW/Chính phủ qua các thời kỳ
- Lê Thanh Hải (1956-1962)
- Hoàng Văn Thái (1962-1965)
- 1965-1967; 1969-1985: Trần Quý Hai Thứ trưởng BQP kiêm Trưởng ban Cơ yếu trung ương - Trung tướng (1974)
- Nguyễn Duy Phê (1986-1990)
- Lê Ngọc Lương (1990-1993)
- Nguyễn Tiến Chất (1993-1994)
- Đào Văn Giá (1994-1996)
- Đỗ Văn Ân (1996-2003)
- Nguyễn Chiến, Trung tướng (2003-2008)
- 2008-2014, Trần Nguyên Bình, Thiếu tướng (2009)
- 2014-4.2020, Đặng Vũ Sơn, Trung tướng (2017)[3]
- 4.2020- nay, Vũ Ngọc Thiềm, Trung tướng, nguyên Phó Tư lệnh Binh chủng Thông tin, nguyên Cục trưởng Cục Cơ yếu Đảng – Chính quyền.

## Phó Trưởng ban qua các thời kỳ
- 1975-1978, Đặng Văn Duy, Thiếu tướng (1985), Cục trưởng Cục Dân vận (1978-1989)
- Trần Văn Sơn
- Võ Đăng Thanh, Thiếu tướng (2009)
- Đào Quốc Trị, Thiếu tướng
- 3/2011-5/2015, Nguyễn Xuân Việt
- 2013- 4.2020, Nguyễn Đăng Đào, Thiếu tướng[4]
- 2014-2018, Hoàng Ngọc Minh, Thiếu tướng, nguyên Cục trưởng Cục Cơ yếu Bộ Tổng Tham mưu[5][6][7]
- 12.2016, Nguyễn Nam Hải, Thiếu tướng (2015), nguyên Giám đốc Học viện Kỹ thuật Mật mã
- Lê Xuân Trường, Thiếu tướng, nguyên Cục trưởng Cục Cơ yếu, Bộ Tổng Tham mưu
- 4.2020- nay, Nguyễn Đăng Lực, Thiếu tướng, nguyên Cục trưởng Cục Kỹ thuật nghiệp vụ mật mã
- 8.2022- nay, Nguyễn Hữu Hùng, Thiếu tướng, nguyên Giám đốc Học viện Kỹ thuật mật mã